# Grand Ledge
Grand Ledge is een plaats (city) in de Amerikaanse staat Michigan, en valt bestuurlijk gezien onder Clinton County en Eaton County.

## Demografie
Bij de volkstelling in 2000 werd het aantal inwoners vastgesteld op 7813.
In 2006 is het aantal inwoners door het United States Census Bureau geschat op 7718, een daling van 95 (-1.2%).

## Geografie
Volgens het United States Census Bureau beslaat de plaats een oppervlakte van
9,4 km², waarvan 9,2 km² land en 0,2 km² water.

## Plaatsen in de nabije omgeving
De onderstaande figuur toont nabijgelegen plaatsen in een straal van 16 km rond Grand Ledge.